# St. Antonius (Hauptwil)

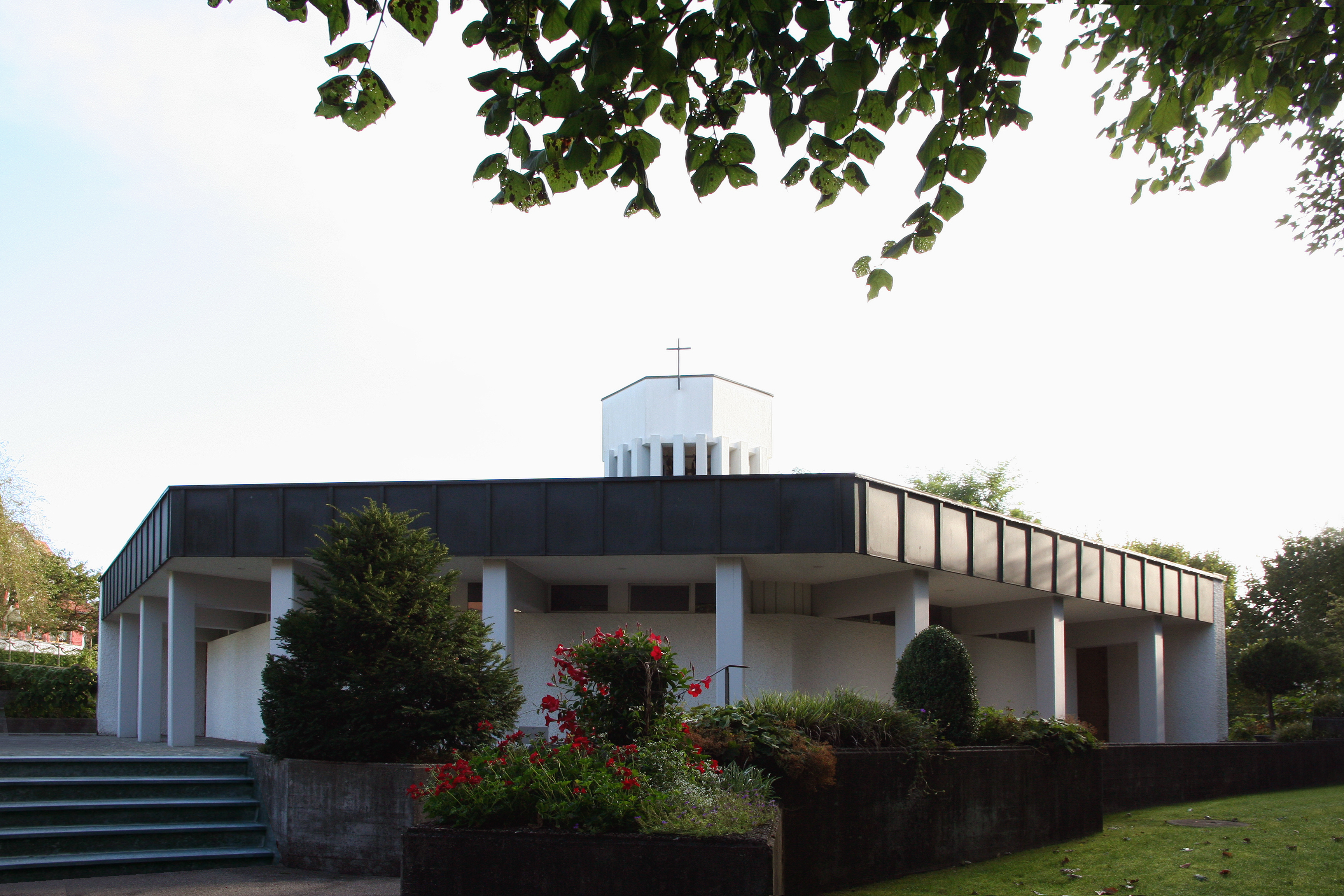
Kirche St. Antonius

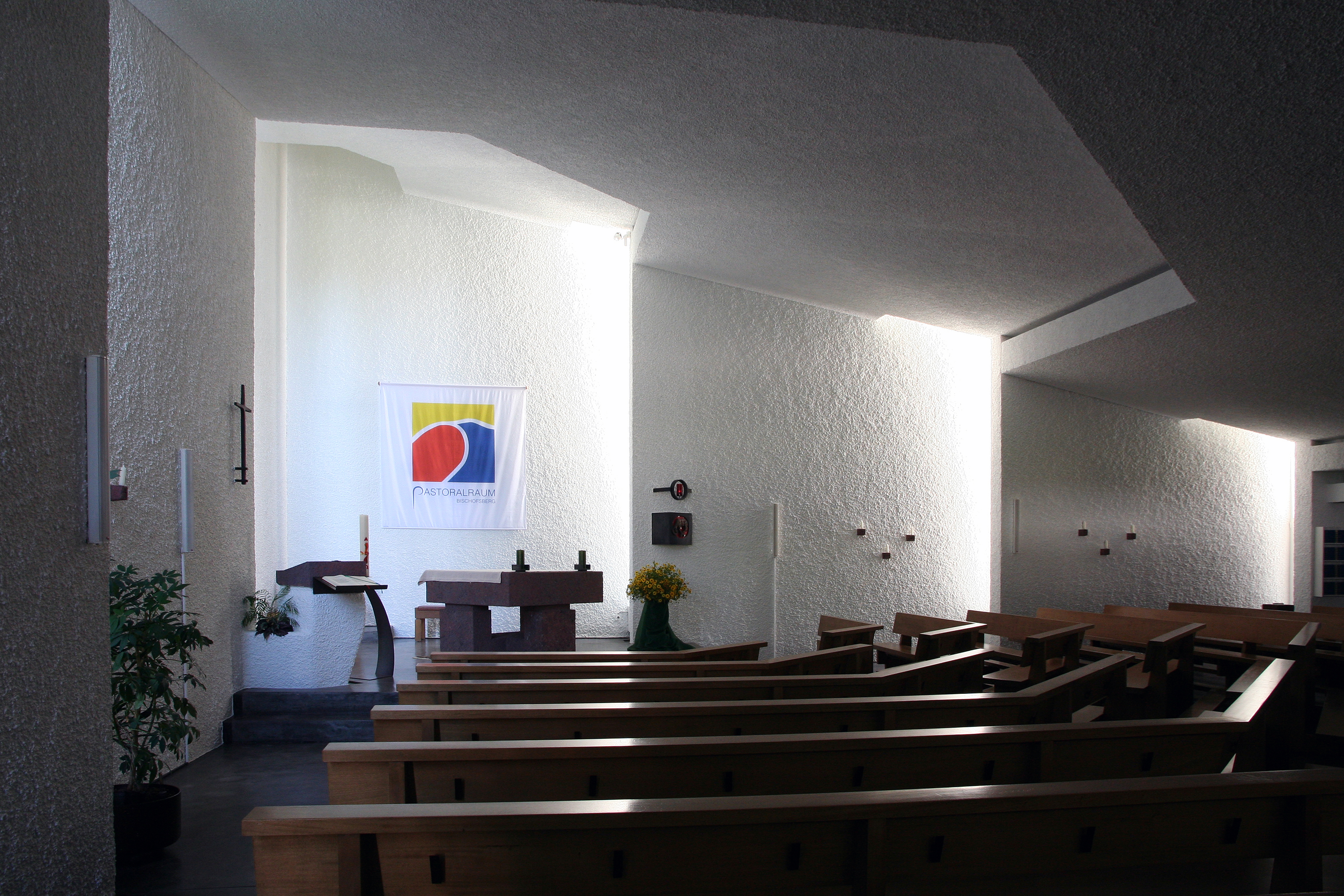
Innenansicht

Die Kirche St. Antonius ist die römisch-katholische Kirche von Hauptwil, einem Gemeindeteil von Hauptwil-Gottshaus im Kanton Thurgau. Hauptwil gehört zum Pastoralraum Bischofsberg, der sich aus den Pfarreien Bischofszell-Hauptwil, St. Pelagiberg und Sitterdorf zusammensetzt.

## Entstehungs- und Baugeschichte
Anlass zum Bau einer katholischen Kirche in Hauptwil waren katholische polnische und französische Soldaten, die während des Zweiten Weltkriegs in Hauptwil interniert waren und den Ort nicht verlassen durften. Deshalb hielten ihre Feldprediger vor Ort Gottesdienste ab, was bei den Katholiken von Hauptwil das Bedürfnis nach eigenen katholischen Gottesdiensten weckte. Zunächst fanden diese Gottesdienste in privaten Räumen, später im Erdgeschoss des Unteren Schlössli statt. Als nach dem Zweiten Weltkrieg weitere Katholiken nach Hauptwil zogen, nahm die Zahl der Gottesdienstbesucher stetig zu. Als in Bischofszell die Kirche St. Pelagius renoviert wurde, gründeten die Katholiken von Hauptwil eine Kapellgemeinde, die zum Ziel hatte, gleichzeitig zur Renovation der Kirche in Bischofszell eine Kapelle in Hauptwil zu errichten. Franz Bucher, der Architekt, der die Renovation der Kirche in Bischofszell leitete, entwarf daraufhin die Pläne für den Bau der Kirche St. Antonius. Die katholische Kapellengemeinde erwarb im Jahre 1964 im Rondellen-Quartier mitten im Dorfkern das Bauland für die St. Antoniuskirche. Am 24. September 1967 wurde der Bauplatz eingesegnet und der erste Spatenstich ausgehoben. Der Grundstein wurde am 10. Dezember 1967 gelegt. Im folgenden Jahr war der Bau vollendet, sodass er am 27. Oktober 1968, dem Christkönigstag, geweiht werden konnte.

## Baubeschreibung

### Kirchturm und Äusseres
Etwas versteckt und doch mitten im Ort liegt die St. Antoniuskirche im Rondellen-Quartier neben einem Bach und angrenzend an das Areal einer Freikirche. Vom Strässchen führen zwei Wege zu den beiden Türen der Kirche, wobei der eine Zugangsweg rollstuhlgängig gestaltet wurde. Ein gedeckter Vorplatz verbindet die beiden Türen zur Kirche. Das Dach des polygonalen Kirchbaus ist gestaffelt. Unter dem höchsten Dachelement befindet sich der Chorraum, darüber erhebt sich die Glockenstube.

### Glocken
Die Kirche besitzt ein dreistimmiges Geläut. Es erklingt in den Tönen: c2, d2 und f2. Die beiden höheren Glocken stammen aus dem alten Geläut der St. Pelagiuskirche Bischofszell. Sie wurden im Jahr 1858 von Carl Rosenlächer gegossen. Die grosse Glocke wurde 1967 bei Emil Eschmann in Rickenbach TG hergestellt. Am 26. Mai 1968 wurden die drei Glocken geweiht und am folgenden Tag durch die Schuljugend in den Turm aufgezogen.

### Innenraum und künstlerische Ausstattung
Der polygonale Innenraum birgt Bänke, die im Halbkreis um den Altarraum gruppiert sind, was die Vorgaben der Liturgiekonstitution des Zweiten Vatikanischen Konzils aufnimmt. Um für alle Kirchgänger eine fast gleichwertige Sicht auf den Altar zu schaffen, wurden die Bänke mit 120 Sitzplätzen auf ansteigendem Boden eingebaut. Der Altar ruht auf drei Füssen, die mit ihrer Zahl auf die Trinität verweisen. Ebenfalls drei Fensterschlitze pro Seite führen das Tageslicht ins Innere der Kirche. Die Apostelkreuze nehmen die Dreizahl auf, indem sie in vier Gruppen zu drei Kerzen an den Seitenwänden angebracht sind. Der Tabernakel ist dreieckig und besitzt an der Schauseite eine rote Emaille-Scheibe, auf der ein bronzenes Lamm Gottes angebracht ist. Darüber befindet sich in einem Kreis, dem Symbol Gottes, das Ewige Licht. Eine Holzfigur des Kirchenpatrons, des hl. Antonius, sowie eine Muttergottesstatue vollenden die Ausstattung der Kirche.

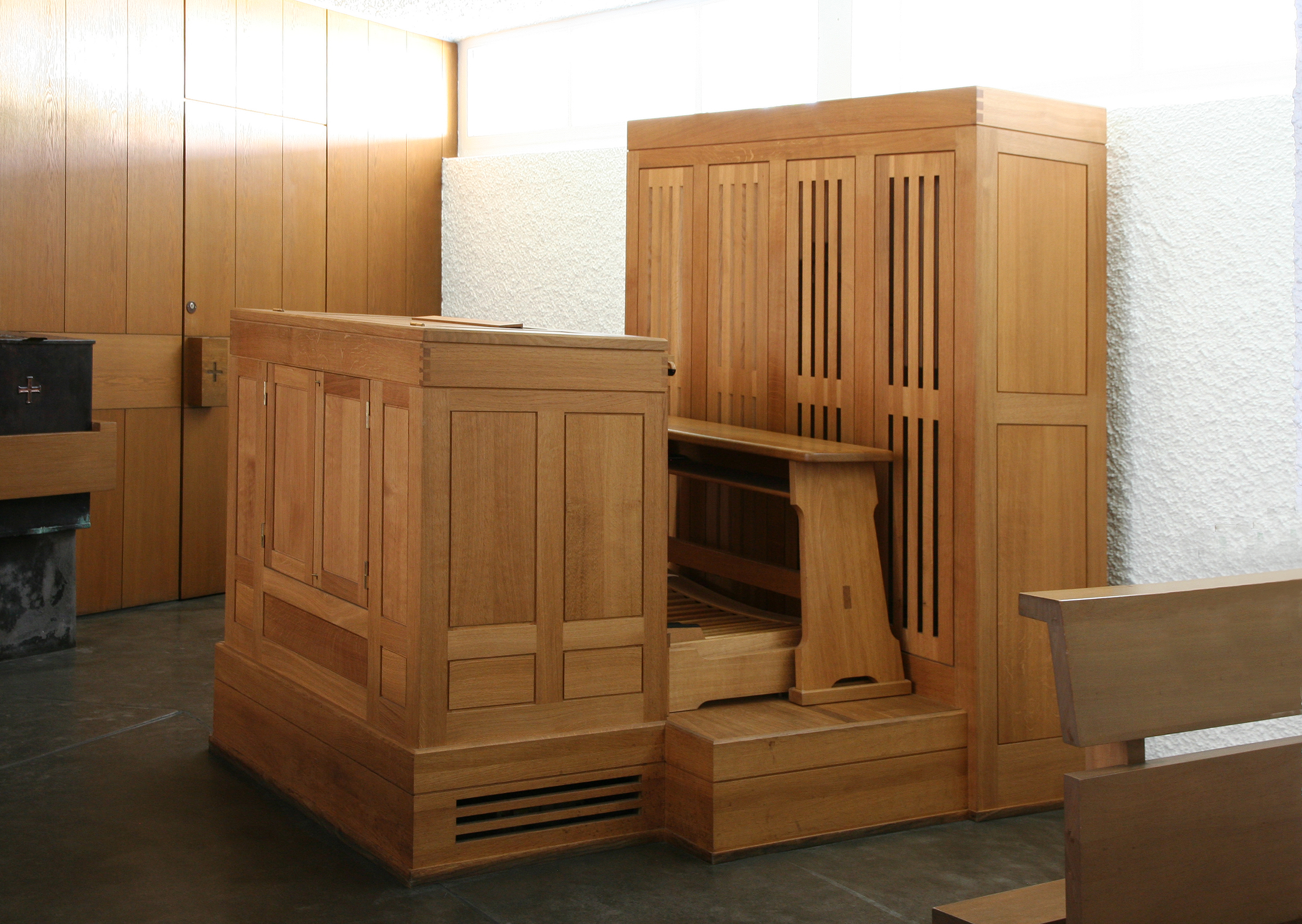
Späth-Orgel

### Orgel
Nachdem ein Elektronium und später ein Orgelpositiv Verwendung gefunden hatten, entschied die Gemeinde die Anschaffung einer kleinen Pfeifenorgel. Diese wurde 1996 in der Kirche aufgestellt. Es handelt sich um ein Positiv der Firma Gebrüder Späth, Rapperswil, welches mit einem Pedalwerk ergänzt wurde, das in einem separaten Gehäuse eingebaut ist. Wenn die Fronttüren des Positivs geöffnet sind, wird ein Zweifuss-Pfeifenprospekt sichtbar.
| Manual C–g3 |       |
| Gedackt     | 8′    |
| Rohrflöte   | 4′    |
| Octave      | 2′    |
| Quinte      | 1 ⁄3′ |

| Pedal C–d1 |     |
| Subbass    | 16′ |

- Die Register sind bei c1/cis1 geteilt.
- Pedalkoppel
- Schleifwindladen
- mechanische Spieltraktur
- mechanische Registertraktur